# Train à laminés marchands
Train à laminés marchands est une filiale luxembourgeoise des Laminés marchands européens située à Esch-sur-Alzette sur le site sidérurgique d'Arcelor. Dirigée par Claude Burton, la société produit des laminés marchands à destination de l'Union européenne et de l'Europe de l'Est.